# 스위스 글로벌 항공
스위스 글로벌 항공(영어: Swiss Global Air Lines)은 스위스의 항공사로 주로 유럽 노선에 취항하고 있다. 제네바 국제공항, 바젤 뮐루즈 프라이부르크 공항이 허브 공항으로 2005년에 스위스 유럽항공(영어: Swiss European Air Lines)으로 설립 했으나 2015년에 현재의 사명으로 변경했다. 그리고 2018년 4월 19일, 모든 기재와 노선을 모기업인 스위스 국제항공으로 이전하여 모든 운항을 중단하였다.

## 운항 노선
- 2018년 4월 19일 운항 중단까지 스위스 글로벌 항공은 다음과 같은 노선을 취항하였다.

## 보유 기종
- 2018년 4월 19일 운항 중단까지 스위스 글로벌 항공은 다음과 같은 기종을 보유하였으며 평균 기령은 12년이다.[5][6]